# Mogojtuj
Mogojtuj (oroszul: Могойтуй) városi jellegű település Oroszország ázsiai részén, a Bajkálontúli határterületen; az Aginszkojei Burját körzet részét képező Mogojtuji járás székhelye (1942 óta).
Burját nyelven a "mogoj" szó kb. jelentése: 'olyan terület, ahol kígyók vannak'

## Elhelyezkedése
Az azonos nevű kis folyó, Mogojtuj forrása közelében, Csitától vasúton 189 km-re délkeletre, Aginszkojetől 38 km-re helyezkedik el. Vasútállomás a Csita–Zabajkalszk vasútvonalon.  
A sztyeppén épült település éghajlata szélsőségesen kontinentális: a tél nagyon hideg, a nyár meleg, sőt gyakran forró. Télen is, nyáron is kevés a csapadék. A fagymentes időszak március végétől szeptember közepéig tart. 

## Története
1907-ben alapították, a Csitából Mandzsúriába vezető vasútvonal építésekor. A település a II. világháború után indult fejlődésnek, miután 1946-ban felépült a helyi hőerőmű. 1966-ban lett városi jellegű település. Nagyobb bányászati- vagy iparvállalata nincs.

## Népessége
- 2002-ben 8586 fő[2]
- 2010-ben 10 231 fő volt.[3]